# William Emerson
William Emerson   (Hurworth-on-Tees, 14 de maig de 1701 - Hurworth-on-Tees, 20 de maig de 1782) fou un matemàtic anglès del segle xviii conegut pels seus nombrosos llibres de text.

## Vida
Emerson era fill del propietari d'una escola de Hurworth (a prop de Darligton, comtat de Durham, al nord d'Anglaterra) i durant la seva infància va ser educat pel seu pare abans d'anar a Newcastle upon Tyne i a York per completar la seva formació i on es va especialitzar en les matemàtiques.
El 1730 va retornar a Hurworth per fer-se càrrec de l'escola del seu pare, però el 1733 la va haver de tancar per manca d'alumnes, ja que no tenia el caràcter apropiat per a la docència. El seu caràcter excèntric, va fer que els alumnes abandonessin progressivament l'escola. A partir de llavors, va viure de les rendes que li produïa el petit patrimoni que li havia deixat el seu pare, dedicant-se totalment a l'estudi. També donava classes particulars de matemàtiques i construïa instruments científics.
Va morir en el seu poble natal el 1782.

## Obra
Emerson va ser molt conegut en la seva època per la gran quantitat de llibres de text de matemàtiques que va publicar i que es van reeditar en nombroses ocasions. Sense contenir cap nou descobriment, explicaven les matemàtiques de forma ordenada i sistemàtica, amb rigor i de forma molt clara pels aprenents. Tan és així que algun autor de l'època va afirmar que la majoria dels autodidactes del seu temps haurien d'estar agraïts a ell i a Thomas Simpson.

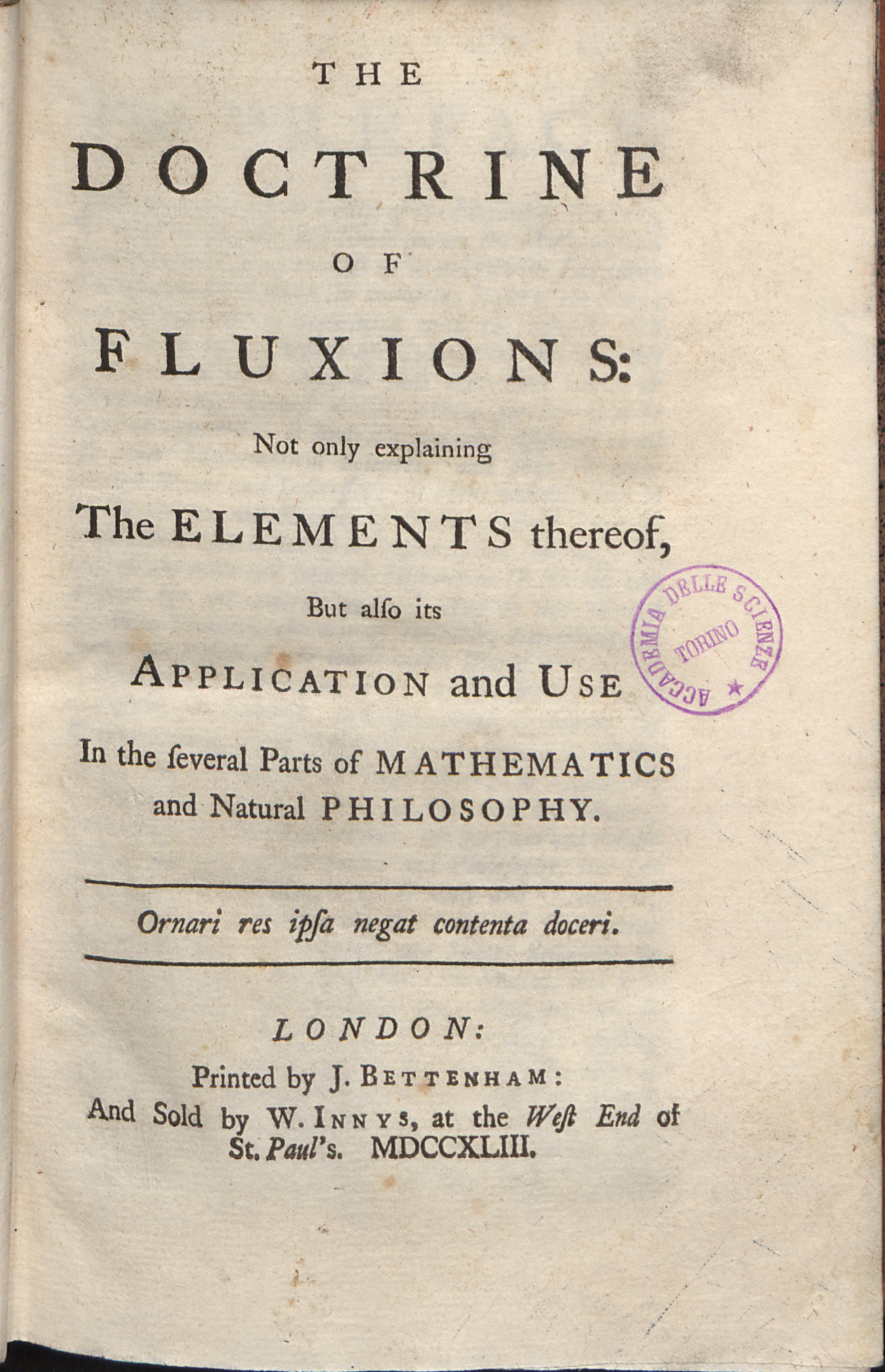
Doctrine of fluxions, 1743

A partir de 1763 es va associar amb l'editor londinenc John Nourse i, a partir de llavors, el seu ritme de publicacions es va incrementar de forma notable.
Les seves obres més difoses van ser:
- 1743, The Doctrine of Fluxions
- 1749, The Projection of the Sphere
- 1749, The Elements of Trigonometry
- 1754, The Principles of Mechanics
- 1755, A Treatise of Navigation
- 1765, A Treatise of Algebra
- 1767, The Arithmetic of Infinites
- 1769, Mechanics, or the Doctrine of Motion
- 1768, The Elements of Optics
- 1769, A System of Astronomy
- 1769, The Laws of Centripetal and Centrifugal Forces
- 1770, The Mathematical Principles of Geography
- 1770, Cyclomathesis (en 10 volums)
- 1776, A Miscellaneous Treatise, containing several Mathematical Subjects[14]

A més dels seus llibres també va participar en la resolució de problemes publicats a diferents revistes, però ho va fer sota diferents pseudònims: Merones (un anagrama del seu propi cognom), Philofluentimechanicalgegeomastrolongo i d'altres.